# Otlophorus smitsvanburgsti
Otlophorus smitsvanburgsti là một loài tò vò trong họ Ichneumonidae.